# Richard Tandy
Richard Tandy (Birmingham, Inglaterra, 26 de marzo de 1948 - 1 de mayo de 2024) fue un músico británico conocido por su trabajo como teclista en la banda musical Electric Light Orchestra. Su amplio conocimiento de distintos instrumentos de teclado (incluyendo el minimoog, el Polymoog, el clavinet, el melotrón, el Yamaha CS-80, el órgano electrónico el piano eléctrico Fender Rhodes y el piano acústico) fue un importante ingrediente en la definición del sonido clásico de la Electric Light Orchestra para álbumes como A New World Record, Out of the Blue, Discovery y Time.      
Exalumno de la escuela Moseley, donde conoció a su futuro compañero Bev Bevan, Tandy volvería a reunirse con Bevan en 1968 en el grupo The Move, participando en la grabación de la canción "Blackberry Way", que alcanzó el primer puesto en las listas británicas. En 1972, Tandy formó parte como bajista de la primera formación de la Electric Light Orchestra, pasando posteriormente a los teclados cuando Jeff Lynne decidió dar un sonido más experimental al grupo. A comienzos de los años setenta, Tandy tocó un teclado estereotipo del rock progresivo con pedales.   
Además de la Electric Light Orchestra, Tandy colaboró en proyectos personales de otros músicos como el propio Jeff Lynne, con quien grabó canciones para la banda sonora de Electric Dreams y para su primer trabajo en solitario, Armchair Theatre. En 1986, Tandy formó el grupo Tandy Morgan Band junto a Dave Mogan y Martin Smith, quienes habían trabajado con él en conciertos de la Electric Light Orchestra.
A excepción del álbum debut, Tandy participó en la grabación de todos los álbumes de la Electric Light Orchestra, y fue acreditado como arreglista en el álbum Eldorado.
Falleció el 1 de mayo de 2024, a los 76 años de edad.